# 菲利普·A·格里菲瑟茨
菲利普·A·格里菲瑟茨（英語：Phillip Augustus Griffiths IV，1938年10月18日—）是一位美国数学家，从事代数几何中复流形等领域的研究，1991至2003年任普林斯顿高等研究院的第7任院长。